# Getazat
Getazat (en arménien Գետազատ) ou Getachen (Գետաշեն) est une communauté rurale du marz d'Ararat en Arménie. Elle est située dans la région d'Artachat, à 18 km au sud d'Erevan et à 15 km de la ville d'Artachat.
En 2008, elle compte 1 890 habitants.